# Alansmia spathulata
Alansmia spathulata är en stensöteväxtart som först beskrevs av Alan Reid Smith, och fick sitt nu gällande namn av Moguel och M. Kessler. Alansmia spathulata ingår i släktet Alansmia och familjen Polypodiaceae. Inga underarter finns listade.